# Action Man: Robot Atak
 (octobre 2014).
Si vous disposez d'ouvrages ou d'articles de référence ou si vous connaissez des sites web de qualité traitant du thème abordé ici, merci de compléter l'article en donnant les références utiles à sa vérifiabilité et en les liant à la section « Notes et références ».
Pour plus de détails, voir Fiche technique et Distribution.
Action Man: Robot Atak est un film sorti directement en vidéo en 2004. C'est le premier film mettant en scène le personnage d'Action Man ainsi que de ses amis, Red Wolf et Flynt.

## Synopsis
Déguisé en Action Man, le maléfique No Face kidnappe le plus grand chercheur du monde scientifique... Pendant ce temps, une armée de robots prend le contrôle de la planète sous les ordres du Dr X qui veut prendre le contrôle des esprits humains grâce à des gaz toxique. Seul Action Man et l'Action Team ont une chance de pouvoir l'arrêter.

## Fiche technique
- Titre original et français : Action Man Robot Atak
- Réalisation : Chris Woods, Steven Burch et John Moffet
- Scénario : Alan Grant
- Montage : Kent Shively, Chris Woods, Steven Burch et John Moffet
- Musique : Adam West (Grand Central)
- Production : Anna Lord, Laura Burridge, Lee Hill, Eric Barrett et Steven Burch
- Sociétés de production : Hasbro
- Sociétés de distribution : Hasbro
- Pays d'origine :  États-Unis
- Langue originale : anglais
- Format : couleur
- Genre : Action, Animation
- Durée : 45 minutes
- Date de sortie : 24 septembre 2004

## Distribution
- Oliver Milburn : Action Man
- Eric Meyers : Red Wolf
- Jesse Spencer : Flynt
- Steven Berkoff : Dr. X
- Pierre Maubouche : No Face
- Johnny Duakes : Professeur Moran
- Talia Shively : Team Truck

## Jeu vidéo
Action Man: Robot Atak est un jeu vidéo d'action développé par Magic Pockets et édité par Atari, sorti en 2004 sur Game Boy Advance adapté du dessin animé.
Le jeu a reçu la note de 9/20 sur Jeuxvideo.com.

## Suites
Un deuxième film est sorti en 2005 s'appelant Action Man: X Missions ou Action Man : The Movie qui est considéré comme étant le premier film « Action Man ».
Un troisième film sorti aussi en 2005 au Mexique s'appelant Action Man: Código Gangrena ou Action Man : The Gangrene Code